# Kalabria
Kalabria (wł. Calabria) – region administracyjny w południowych Włoszech o powierzchni 15 079 km² i 2,09 milionach mieszkańców, ze stolicą w Catanzaro. Graniczy z regionem Basilicata, a poprzez Cieśninę Mesyńską z Sycylią. W starożytności Kalabrią (łac. Calabria) nazywano południowo-wschodnią część Półwyspu Apenińskiego, a więc okolice Brundizjum i Tarentu.

## Podział administracyjny
W skład Kalabrii wchodzi pięć jednostek: prowincja Cosenza, prowincja Crotone, prowincja Vibo Valentia, prowincja Catanzaro oraz Città metropolitana di Reggio Calabria (do 2016 jako prowincja Reggio Calabria).

## Gospodarka
- rolnictwo: uprawa oliwek, cytrusów, hodowla bydła i owiec
- przemysł: stoczniowy, chemiczny, metalurgiczny, ceramiczny
- turystyka: duży potencjał, lecz słabo rozwinięta; w fazie rozwoju

Mimo silnego wsparcia rządu włoskiego oraz Unii Europejskiej, Kalabria wciąż jest jednym z najbiedniejszych regionów Włoch. Bezrobocie sięga tu do 18% (a w niektórych prowincjach nawet do 25%), podczas gdy średnia krajowa wynosi ok. 8,5%. PKB per capita wynosi ok. 14 tys. dolarów, podczas gdy na mieszkańca północnych regionów Włoch, np. Piemontu, wynosi on ok. 23 tys. dolarów.
Jedną z głównych przyczyn zacofania gospodarczego Kalabrii jest szeroka działalność tamtejszej mafii – ’Ndranghety. Organizacja ta skutecznie odstrasza potencjalnych inwestorów, zarówno włoskich, jak i zagranicznych, oraz zmusza ludzi do współpracy z nią, stając się niemal jedynym pracodawcą w tym regionie.

## Prezydenci Kalabrii
- 1970–1974: Antonio Guarasci (DC)
- 1974–1975: Aldo Ferrara (DC)
- 1975–1976: Pasquale Perugini (DC)
- 1976–1980: Aldo Ferrara (DC)
- 1980–1984: Bruno Dominijanni (PSI)
- 1985–1987: Francesco Principe (PSI)
- 1987–1991: Rosario Olivo (PSI)
- 1992–1994: Guido Rhodio (DC)
- 1994–1995: Donato Veraldi (PPI)
- 1995–1998: Giuseppe Nisticò (FI)
- 1998–1999: Battista Caligiuri (FI)
- 1999–2000: Luigi Meduri (PPI)
- 2000–2005: Giuseppe Chiaravalloti (CCD)
- 2005–2005: Raffaele Mirigliani (p.o., CdL)
- 2005–2010: Agazio Loiero (Ulivo)
- 2010–2014: Giuseppe Scopelliti (PdL)
- 2014–2014: Antonella Stasi (p.o., NCD)
- 2014–2020: Mario Oliverio (PD)
- 2020: Jole Santelli (FI)
- od 2020: Antonino Spirlì (Liga, p.o.)[2]